# Bloomingdale's
Блумингдејлс (енгл. Bloomingdale's Inc.) је амерички ланац робних кућа који су основали Жозеф Б. и Лиман Г. Блумингдејл 1861. године. Седиште и главна продавница налазе се на у 59. улици и Лексингтон Авенији на Менхетну у Њујорку.

## Галерија
- Улаз у главну продавницу
- Главна продавница ноћу за време новогодињих и божићних празника
- Спољашњост Блумингдејлса у Коста Меса, Калифорнија
- Спољашњост Блумингдејлса у Бока Ратону